# GeForce 30 series
La serie GeForce 30 è una famiglia di unità di elaborazione grafica sviluppata da Nvidia, successiva alla serie GeForce 20. La serie è stata annunciata il 1º settembre 2020 e le spedizioni sono iniziate il 17 settembre 2020. Le schede sono basate sull'architettura Ampere e dispongono di raytracing in tempo reale (RTX) con i core RT di seconda generazione di Nvidia e i Tensor Core di terza generazione.

## Storia

### Pubblicazione
Il 2 ottobre 2020 NVIDIA ha annunciato che ritarderebbe di due settimane il rilascio delle schede RTX 3070 per garantirne la disponibilità.
Il 2 dicembre 2020 Nvidia rilascia la scheda RTX 3060 TI e il 25 febbraio 2021 la RTX 3060.
Rispettivamente il 3 e il 10 giugno 2021 Nvidia rilascia le schede RTX 3080Ti e RTX 3070Ti.
Il 27 gennaio 2022 Nvidia rilascia le nuove schede grafiche RTX 3050 (la fascia più bassa della serie 30) e la RTX 3090Ti (la miglior scheda grafica della serie 30).

### Disponibilità
La mancanza di funzionalità di pre-ordine e l'elevata domanda hanno portato un gran numero di rivenditori online alle prese con l'enorme numero di acquisti il giorno del lancio dell'RTX 3080, il 17 settembre. Newegg era completamente esaurito entro cinque minuti dal lancio e ha dichiarato di aver ricevuto un traffico sul sito più elevato di quanto ci si aspetterebbe durante il Black Friday. Lunghe file si sono formate al di fuori dei negozi fisici con stock, come Microcenter negli Stati Uniti e Dospara in Giappone. Gli utenti di Twitter hanno riferito di aver utilizzato i bot per acquistare un gran numero di schede per la rivendita.
Nvidia ha rilasciato una dichiarazione il giorno seguente, scusandosi per le difficoltà con il proprio negozio, che è andato giù il giorno del lancio.

## Dettagli
I miglioramenti architettonici dell'architettura Ampere includono quanto segue:
- Capacità di calcolo CUDA 8.5
- OpenCL 2.0
- Processo 7 nm Samsung personalizzato (8N)
- Prestazioni FP32 raddoppiate per SM su GPU Ampere (eccetto GA100)
- Tensor Core di terza generazione con FP16, bfloat16, TensorFloat-32 (TF32) e accelerazione sparsity
- Ray Tracing Core di seconda generazione, più ray tracing simultaneo, ombreggiatura e calcolo
- Supporto memoria GDDR6X (RTX 3070TI, 3080, 3080TI e 3090) che aumenta la velocità di memoria (da 15 a 19 Gbit/s)
- PCI Express 4.0
- NVLink 3.0 (RTX 3090)
- HDMI 2.1 con larghezza di banda completa di 48 Gbit/s
- Decodifica video hardware PureVideo Feature Set K con decodifica hardware AV1[12]

## Prodotti

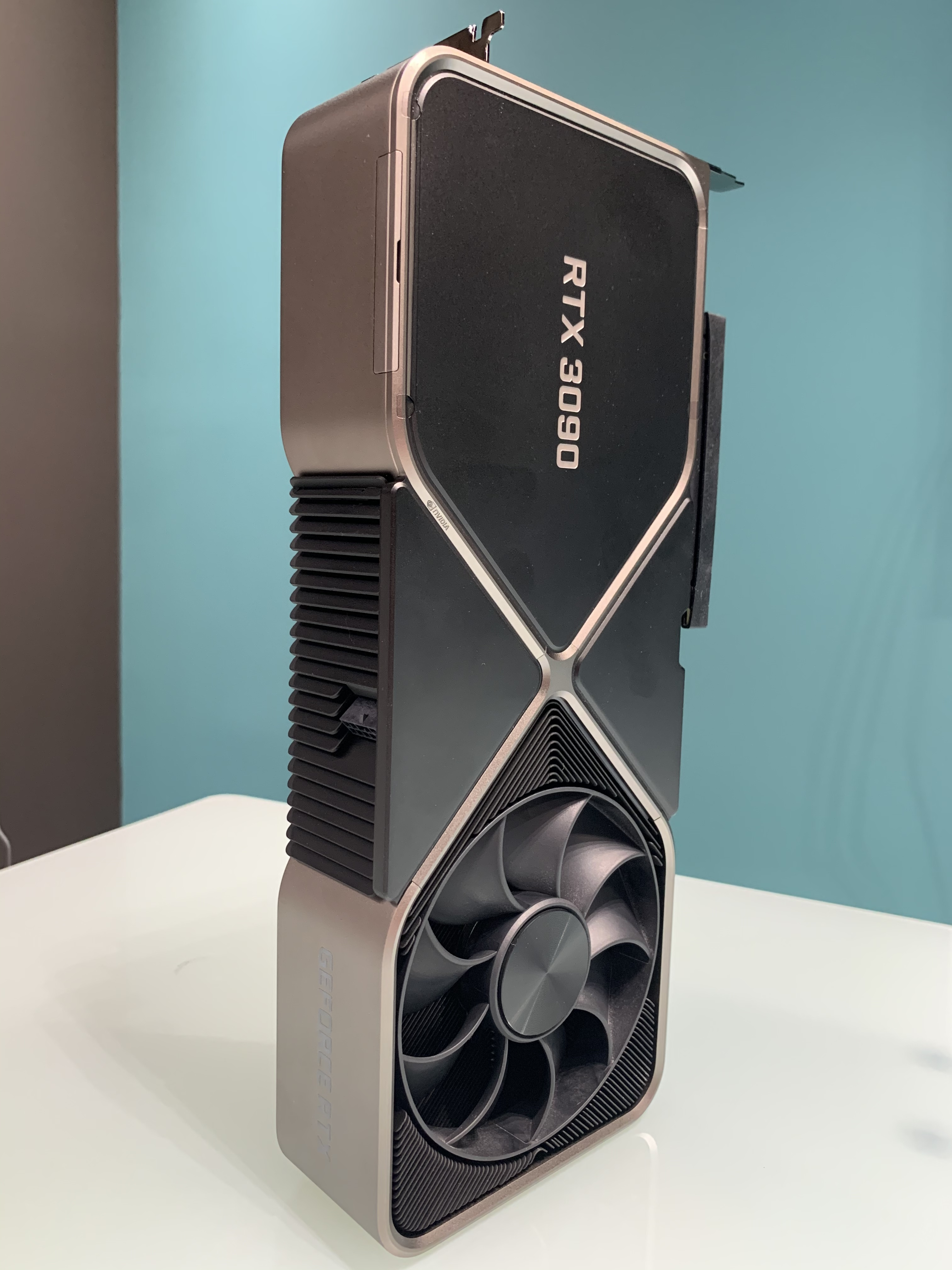
RTX 3090

Tutte le schede seguenti presentano un'interfaccia PCIe 4.0 e sono prodotte utilizzando il processo di fabbricazione MOSFET 8N (10 nm) di Samsung. La serie GeForce 30 non supporta la virtualizzazione input / output single-root (SR-IOV) poiché NVIDIA ha deciso di riservare la funzionalità alle schede di classe enterprise Quadro.

### Desktop
| Modello             | Rilascio          | Nome in codice  | Transistor (miliardi) | Dimensione Die (mm2) | Configurazione Core  | RT Cores | L2 cache (MB) | Velocità di clock     | Velocità di clock | Fillrate          | Fillrate             | Memoria         | Memoria                    | Memoria      | Memoria        | Memoria             | Potenza di elaborazione (GFLOPS) | Potenza di elaborazione (GFLOPS) | Potenza di elaborazione (GFLOPS) | TDP (watt) | Prezzo di lancio (USD) |
| Modello             | Rilascio          | Nome in codice  | Transistor (miliardi) | Dimensione Die (mm2) | Configurazione Core  | RT Cores | L2 cache (MB) | Base core clock (MHz) | Boost clock (MHz) | Pixel Rate (GP/s) | Texture Rate (GT/ s) | Dimensioni (GB) | Larghezza di banda (GB/ s) | Tipo memoria | Memoria (GBPS) | Larghezza bus (bit) | Precisione singola               | Doppia precisione                | Metà precisione                  | TDP (watt) | Prezzo di lancio (USD) |
| ------------------- | ----------------- | --------------- | --------------------- | -------------------- | -------------------- | -------- | ------------- | --------------------- | ----------------- | ----------------- | -------------------- | --------------- | -------------------------- | ------------ | -------------- | ------------------- | -------------------------------- | -------------------------------- | -------------------------------- | ---------- | ---------------------- |
| GeForce RTX 3050    | 27 Gennaio 2022   | GA106-150-KA-A1 | 13,25                 | 276                  | 2560:80:32:20:80     | 20       | 2             | 1552                  | 1777              | 56,8              | 142,2                | 8               | 224                        | GDDR6        | 14             | 128                 | 9098                             | 142.2                            | 9098                             | 130        | 249                    |
| GeForce RTX 3060    | 25 Febbraio 2021  | GA106-300-A1    | 13,25                 | 276                  | 3584:112:48:28:112   | 28       | 3             | 1320                  | 1780              | 85,3              | 199                  | 12              | 360                        | GDDR6        | 15             | 192                 | 12740                            | 199                              | 12740                            | 170        | 329                    |
| GeForce RTX 3060 Ti | 2 Dicembre 2020   | GA104-200-A1    | 17.4                  | 392,5                | 4864:152:80:38:152   | 38       | 4             | 1410                  | 1665              | 133,2             | 253,1                | 8               | 448                        | GDDR6        | 14             | 256                 | 16200                            | 253,1                            | 16200                            | 200        | 399                    |
| GeForce RTX 3070    | 29 ottobre 2020   | GA104-300-A1    | 17.4                  | 392,5                | 5888:184:64:46:184   | 46       | 4             | 1500                  | 1730              | 165,6             | 317,4                | 8               | 448                        | GDDR6        | 14             | 256                 | 20372                            | 317,4                            | 20372                            | 220        | 499                    |
| GeForce RTX 3070 Ti | 10 giugno 2021    | GA104-400-A1    | 17.4                  | 392                  | 6144:192:96:48:192   | 48       | 4             | 1575                  | 1770              | 169,9             | 339,8                | 8               | 608                        | GDDR6X       | 19             | 256                 | 21750                            | 339,8                            | 21750                            | 290        | 599                    |
| GeForce RTX 3080    | 17 settembre 2020 | GA102-200-K1-A1 | 28.3                  | 628                  | 8704:272:96:68:272   | 68       | 5             | 1440                  | 1710              | 164,2             | 465,1                | 10              | 760                        | GDDR6X       | 19             | 320                 | 29768                            | 465,1                            | 29768                            | 320        | 699                    |
| GeForce RTX 3080 Ti | 3 giugno 2021     | GA102-225-A1    | 28.3                  | 628                  | 10240:320:112:80:320 | 80       | 6             | 1365                  | 1665              | 186,5             | 532,8                | 12              | 912                        | GDDR6X       | 19             | 384                 | 34100                            | 532,8                            | 34100                            | 350        | 1199                   |
| GeForce RTX 3090    | 24 settembre 2020 | GA102-300-A1    | 28.3                  | 628                  | 10496:328:112:82:328 | 82       | 6             | 1400                  | 1700              | 190,4             | 557,6                | 24              | 936                        | GDDR6X       | 19,5           | 384                 | 35686                            | 556                              | 35686                            | 350        | 1499                   |
| GeForce RTX 3090 Ti | 29 marzo 2022     | GA102-350-A1    | 28.3                  | 628                  | 10752:336:112:84:336 | 84       | 6             | 1560                  | 1680              | 208,3             | 625,0                | 24              | 1008                       | GDDR6X       | 21             | 384                 | 40000                            | 625                              | 40000                            | 450        | 1999                   |

1. ↑  CUDA-TMUs-ROPs-SM-TC